# Rob Kearney
Pour les articles homonymes, voir Kearney.

a Compétitions nationales et continentales officielles uniquement.

b Matchs officiels uniquement.
Dernière mise à jour le 14 janvier 2022.
Robert Kearney dit Rob Kearney, né le 26 mars 1986 dans le comté de Louth, est un joueur international irlandais de rugby à XV, évoluant principalement au poste d'arrière.
Il est le frère ainé de l'international irlandais David Kearney.

## Biographie
Rob Kearney joue entre 2005 et 2020 avec la province de Leinster en Coupe d'Europe et en Pro12. Son petit frère, David Kearney, joue également au rugby dans le même club que lui et au même poste. Rob Kearney dispute son premier test match le 2 juin 2007 contre l'Argentine. Il remporte avec l'Irlande le Tournoi 2009 et le Grand Chelem, qu'elle n'avait obtenu qu'une seule fois, en 1948, soixante-et-un ans auparavant. En 2012, il est élu joueur européen de l'année par l'ERC.
Il est sélectionné pour le Tournoi des Six Nations 2018. Il joue les cinq matchs du tournoi en tant que titulaire et l'Irlande remporte tous ses matchs, réalisant ainsi le Grand Chelem.
En 2020, après avoir dans un premier temps annoncé sa retraite sportive, il rejoint finalement la franchise australienne de la Western Force pour la saison 2021 de Super Rugby AU,. Au terme de la saison, il met un terme à sa carrière de joueur. 

## Palmarès

### En club
- Vainqueur de la Coupe d'Europe en 2009, 2012 et 2018 avec Leinster.
- Finaliste de la Coupe d'Europe en 2019 avec Leinster.
- Vainqueur du Challenge européen en 2013 avec Leinster.
- Vainqueur du Pro12[10] en 2008, 2013, 2014, 2018, 2019 et 2020 avec Leinster.
- Finaliste du Pro12 en 2006, 2010, 2011 et 2012 avec Leinster.

### En équipe nationale
- Vainqueur du Tournoi des Six Nations en 2009 (Grand Chelem), 2014, 2015 et 2018 (Grand Chelem) avec l'équipe d'Irlande.

## Statistiques en équipe nationale
Au 3 mai 2023, Rob Kearney compte 95 sélections dont 91 en tant que titulaire, depuis sa première sélection le 2 juin 2007 à Buenos Aires face à l'Argentine.  Il inscrit 82 points, 16 essais et 1 transformation.
Il participe à onze éditions du Tournoi des Six Nations, en 2008, 2009, 2010, 2012, 2013, 2014, 2015 et 2016, 2017, 2018 et 2019. Il dispute 48 rencontres, 45 en tant que titulaire, et inscrit 22 points, 4 essais et une transformation. 
Il participe à trois éditions de la Coupe du monde, en 2011, face à l'Australie, la Russie, l'Italie et le de Galles, inscrivant un essai. En 2015 où il affronte le Canada, la Roumanie, la France et l'Argentine inscrivant trois essais, et en 2019 où il affronte le Japon, la Russie et la Nouvelle-Zélande inscrivant deux essais.
Il compte trois sélections avec les Lions, lors de la tournée de 2009 en Afrique du Sud où il participe aux trois tests face aux Springboks, deux titularisations et un essai. Au total, il dispute huit rencontres avec les Lions, cinq en 2009, et trois lors de la tournée 2013 en Australie.

## Style
Rob Kearney est notamment réputé pour son aisance dans le jeu aérien et la puissance de son jeu au pied,.